# Canoncito (contea di San Miguel, Nuovo Messico)
Canoncito è una comunità non incorporata degli Stati Uniti d'America della contea di San Miguel nello Stato del Nuovo Messico. Canoncito si trova 15,2 miglia (24,5 km) a nord-nord-ovest di Las Vegas (Nuovo Messico).